# آرژانتین در المپیک
کشور آرژانتین در بازی‌های المپیک توانسته ۷۰ مدال در بازی‌های المپیک تابستانی و ۰ مدال در بازی‌های المپیک زمستانی کسب کند.

## جدول مدال‌ها بر پایه بازی‌ها

### بازی‌های المپیک تابستانی
| بازی             | ورزشکار    | طلا        | نقره       | برنز       | مجموع      | رتبه       |
| ۱۹۰۰ پاریس       | ۱          | ۰          | ۰          | ۰          | ۰          | –          |
| ۱۹۰۴ سنت لوییس   | شرکت نداشت | شرکت نداشت | شرکت نداشت | شرکت نداشت | شرکت نداشت | شرکت نداشت |
| ۱۹۰۸ لندن        | ۱          | ۰          | ۰          | ۰          | ۰          | –          |
| ۱۹۱۲ استکهلم     | شرکت نداشت | شرکت نداشت | شرکت نداشت | شرکت نداشت | شرکت نداشت | شرکت نداشت |
| ۱۹۲۰ آنتورپ      | ۱          | ۰          | ۰          | ۰          | ۰          | –          |
| ۱۹۲۴ پاریس       | ۷۷         | ۱          | ۳          | ۲          | ۶          | ۱۶         |
| ۱۹۲۸ آمستردام    | ۸۱         | ۳          | ۳          | ۱          | ۷          | ۱۲         |
| ۱۹۳۲ لس آنجلس    | ۳۲         | ۳          | ۱          | ۰          | ۴          | ۱۱         |
| ۱۹۳۶ برلین       | ۵۱         | ۲          | ۲          | ۳          | ۷          | ۱۳         |
| ۱۹۴۸ لندن        | ۱۹۹        | ۳          | ۳          | ۱          | ۷          | ۱۳         |
| ۱۹۵۲ هلسینکی     | ۱۲۳        | ۱          | ۲          | ۲          | ۵          | ۱۹         |
| ۱۹۵۶ ملبورن      | ۲۸         | ۰          | ۱          | ۱          | ۲          | ۲۹         |
| ۱۹۶۰ رم          | ۹۱         | ۰          | ۱          | ۱          | ۲          | ۳۰         |
| ۱۹۶۴ توکیو       | ۱۰۲        | ۰          | ۱          | ۰          | ۱          | ۳۰         |
| ۱۹۶۸ مکزیکو سیتی | ۸۹         | ۰          | ۰          | ۲          | ۲          | ۴۱         |
| ۱۹۷۲ مونیخ       | ۹۲         | ۰          | ۱          | ۰          | ۱          | ۳۳         |
| ۱۹۷۶ مونترال     | ۶۹         | ۰          | ۰          | ۰          | ۰          | –          |
| ۱۹۸۰ مسکو        | شرکت نداشت | شرکت نداشت | شرکت نداشت | شرکت نداشت | شرکت نداشت | شرکت نداشت |
| ۱۹۸۴ لس آنجلس    | ۸۲         | ۰          | ۰          | ۰          | ۰          | –          |
| ۱۹۸۸ سئول        | ۱۱۸        | ۰          | ۱          | ۱          | ۲          | ۳۵         |
| ۱۹۹۲ بارسلونا    | ۸۴         | ۰          | ۰          | ۱          | ۱          | ۵۴         |
| ۱۹۹۶ آتلانتا     | ۱۷۸        | ۰          | ۲          | ۱          | ۳          | ۵۴         |
| ۲۰۰۰ سیدنی       | ۱۴۳        | ۰          | ۲          | ۲          | ۴          | ۵۷         |
| ۲۰۰۴ آتن         | ۱۵۲        | ۲          | ۰          | ۴          | ۶          | ۳۸         |
| ۲۰۰۸ پکن         | ۱۳۷        | ۲          | ۰          | ۴          | ۶          | ۳۵         |
| ۲۰۱۲ لندن        | ۱۴۲        | ۱          | ۱          | ۲          | ۴          | ۴۲         |
| مجموع            | مجموع      | ۱۸         | ۲۴         | ۲۸         | ۷۰         | ۴۱         |